# РК Нант
РК Нант (фр. Handball Club de Nantes) је француски рукометни клуб из Нанта основан 1953. године који се такмичи у Првој лиги Француске.
Клуб у сезони 2007/08 осваја Другу лигу Француске, те тако остварује пласман у прву лигу. Највећи успех у првом рангу остварује у сезони 2016/17 када осваја друго место. Исте сезоне осваја национални куп. Два пута је играо финале ЕХФ куп и једном финале ЕХФ Лиге шампиона у сезони 2017/18.

## Успеси

### Домаћи
- Куп Француске
  -  (3): 2016/17, 2022/23, 2023/24.
- Лига куп Француске
  -  (2): 2014/15, 2021/22.
- Суперкуп Француске
  -  (2): 2017, 2022.
- Друга лига Француске
  -  (1): 2007/08.

### Међународни
- Лига шампиона
  - Финалиста (1): 2017/18.
- ЕХФ куп
  - Финалиста (2): 2012/13., 2015/16.

## Тренутни састав
Од сезоне 2018/19.
| Голмани (GK) - 01 Сирил Думулин - 12 Кевин Бонфоа - 16 Арнауд Сифер Лева крила (LW) - 14 Жулијан Емоне - 15 Валеро Ривера Десна крила (RW) - 08 Лусијан Ауфре - 19 Давид Балагер Пивоти (P) - 05 Ромарик Гиљо - 10 Драган Пешмалбек - 11 Николас Турна | Леви бек (LB) - 06 Оливије Њокас - 09 Еспен Ли Хансен - 13 Рок Фелихо Средњи бек (CB) - 02 Роман Лагард - 07 Николас Клер Десни бек (RB) - 03 Флоријан Делкроа - 17 Кирил Лазаров - 18 Едуардо Гурбиндо |

## Трансфери договорени за лето 2019. године
| - Џеф Летанс (GK) (из Сесона) - Емил Нилсен (GK) (из Скјерна) - Александре Кавалканти (LB) (из Бенфике) - Себастијан Аугстинусен (RW) (из Скјерна) | - Арнауд Сифер (GK) (крај каријере) - Џеф Летанс (GK) (у Феникс Тулуза) - Еспен Ли Хансен (LB) (у Драмен) - Флоријан Делекроикс (RB) (у Сесон) |